# Apocephalus niveus
Apocephalus niveus är en tvåvingeart som beskrevs av Brown 1996. Apocephalus niveus ingår i släktet Apocephalus och familjen puckelflugor.
Artens utbredningsområde är Costa Rica. Inga underarter finns listade i Catalogue of Life.